# Brygada KOP „Wilno”
Brygada KOP „Wilno” – brygada piechoty Korpusu Ochrony Pogranicza.

## Formowanie i zmiany organizacyjne
Na posiedzeniu Politycznego Komitetu Rady Ministrów, w dniach 21–22 sierpnia 1924, zapadła decyzja powołania Korpusu Wojskowej Straży Granicznej. 12 września 1924 Ministerstwo Spraw Wojskowych wydało rozkaz wykonawczy w sprawie utworzenia Korpusu Ochrony Pogranicza, a 17 września instrukcję określającą jego strukturę. 6 Brygada Ochrony Pogranicza zorganizowana została w trzecim etapie formowania Korpusu Ochrony Pogranicza. Podstawę stanowiło rozporządzenie Ministra Spraw Wewnętrznych nr 1099 ze stycznia 1926. Do czasu powstania brygady w rejonie m. Słobódka granicę polsko-łotewską ochraniał odwodowy 19 batalion graniczny oraz 18 i 19 szwadrony kawalerii. Na początku marca w skład 6 Brygady OP wchodziły: 20 batalion graniczny „Nowe Święciany”, 21 batalion graniczny „Niemenczyn”, 22 batalion graniczny „Nowe Troki”, 23 batalion graniczny „Orany”, 24 batalion graniczny „Sejny”, 18., 19. i 20. szwadron kawalerii. Brygada ochraniała pas o szerokości 583 km i głębokości 30 km. Dowództwo brygady rozmieszczono w Wilnie. W 1931 mieściło się przy ulicy Ostrobramskiej 7.
W 1926 zorganizowano na szczeblu brygady szkołę podoficerską dla niezawodowych podoficerów piechoty. Szkoła stacjonowała w Wilnie przy 21 batalionie granicznym.
W 1927 sformowane zostało Dowództwo 6 Półbrygady Ochrony Pogranicza, 29 batalion odwodowy i trzy kompanie graniczne dla 19, 22 i 23 batalionów granicznych. Dowódcy 6 Półbrygady Ochrony Pogranicza podporządkowane zostały trzy bataliony (23, 24 i 29) i 19 szwadron kawalerii. Pozostałe pododdziały pozostały w bezpośredniej podległości dowódcy 6 Brygady Ochrony Pogranicza.
Latem 1928 zlikwidowana została szkoła podoficerska. W jej miejsce, oraz w miejsce identycznych szkół funkcjonujących w pozostałych brygadach, utworzony został Batalion Szkolny KOP w twierdzy Osowiec.
Aby zapewnić odpowiednią liczbę żołnierzy o wyszkoleniu saperskim, z dniem 1 kwietnia 1928 utworzono brygadowy ośrodek wyszkolenia pionierów przy 21 batalionie granicznym w Wilnie.
W lipcu 1929 połączono 3 i 6 Brygady KOP tworząc Brygadę KOP „Wilno”, zlikwidowano Dowództwo 6 Półbrygady, utworzono Pułk KOP „Głębokie” i Pułk KOP „Wilejka” oraz wydzielono część pododdziałów dla nowo powstałej Brygady KOP „Grodno”. Jednocześnie pododdziały KOP otrzymały nazwy miejscowości, w których stacjonowały.
W 1931 zorganizowano kompanie saperów dla poszczególnych brygad Korpusu Ochrony Pogranicza zorganizowano kompanie saperów dla poszczególnych brygad Korpusu Ochrony Pogranicza. Dzieliły się na cztery typy, a nazwy przybierały od macierzystych jednostek. Brygada „Wilno” otrzymała kompanię typu II. Składała się ona z dowódcy kompanii, drużyny gospodarczej oraz trzech plutonów saperów po trzy drużyny. Łącznie liczyła 106 żołnierzy w tym 4 oficerów, 11 podoficerów i 91 szeregowców.
Rozkazem dowódcy KOP z 23 lutego 1937 została zapoczątkowana pierwsza faza reorganizacji Korpusu Ochrony Pogranicza „R.3”. Jej wynikiem było między innymi rozformowanie Brygady KOP „Wilno”. Jej pułki zostały samodzielnymi oddziałami, podporządkowanymi bezpośrednio dowódcy KOP.
| Struktura organizacyjna                |                                      |
| Struktura 6 Brygady OP w grudniu 1927  | Struktura Brygady KOP „Wilno” w 1934 |
| Dowództwo 6 Brygady Ochrony Pogranicza | Dowództwo Brygady KOP „Wilno”        |
| 6 Półbrygada Ochrony Pogranicza        | pułk KOP „Głębokie”                  |
| 19 batalion graniczny                  | pułk KOP „Wilejka”                   |
| 20 batalion graniczny                  | batalion KOP „Słobódka”              |
| 21 batalion graniczny                  | batalion KOP „Nowe Święciany”        |
| 22 batalion graniczny                  | batalion KOP „Niemenczyn”            |
| 18 szwadron kawalerii                  | batalion KOP „Troki”                 |
| 20 szwadron kawalerii                  | kompania saperów KOP „Wilno”         |

## Obsada personalna dowództwa brygady
Dowódcy brygady:
- płk piech. Stefan Wiktor Pasławski (III 1926 – VI 1927 → główny inspektor Straży Celnej)
- płk sap. Artur Włodzimierz Górski (16 VI 1927[14] – 23 II 1929)[15]
- płk piech. Franciszek Korewo (23 II 1929[14] – 1930)
- płk piech. Stanisław Schuster-Kruk (I 1931[15] – III 1935)
- płk piech. Marian Józef Ocetkiewicz (III 1935 – III 1937[15])

Szefowie sztabu:
- mjr dypl. Czesław Szymkiewicz (29 I 1930 – 1 IX 1931 → dowódca batalionu 53 pp[16][17])
- mjr dypl. Józef Kuta (1 IX 1931 – 26 I 1934 → dowódca detaszowanego batalionu 75 pp[18][19])
- kpt. dypl. Franciszek Buczek (26 I – 22 XII 1934)
- kpt. / mjr dypl. Mieczysław Słowikowski (22 XII 1934 – IV 1937 → szef sztabu Brygady KOP „Grodno”)

I oficerowie sztabu brygady:
- kpt. SG Hipolit Słabicki[20]

II oficerowie sztabu brygady:
- kpt. piech. Wiktor Dunin-Wąsowicz (od 25 VIII 1926[21])